# Saint-Germain-des-Grois
Saint-Germain-des-Grois és un municipi francès situat al departament de l'Orne i a la regió de Normandia. L'any 2007 tenia 225 habitants.

## Demografia

### Població
El 2007 la població de fet de Saint-Germain-des-Grois era de 225 persones. Hi havia 86 famílies de les quals 12 eren unipersonals (12 dones vivint soles i 12 dones vivint soles), 37 parelles sense fills, 33 parelles amb fills i 4 famílies monoparentals amb fills.
La població ha evolucionat segons el següent gràfic:
Habitants censats

### Habitatges
El 2007 hi havia 141 habitatges, 88 eren l'habitatge principal de la família, 43 eren segones residències i 10 estaven desocupats. 140 eren cases i 1 era un apartament. Dels 88 habitatges principals, 77 estaven ocupats pels seus propietaris, 7 estaven llogats i ocupats pels llogaters i 4 estaven cedits a títol gratuït; 4 tenien dues cambres, 20 en tenien tres, 19 en tenien quatre i 44 en tenien cinc o més. 63 habitatges disposaven pel capbaix d'una plaça de pàrquing. A 37 habitatges hi havia un automòbil i a 48 n'hi havia dos o més.

### Piràmide de població
La piràmide de població per edats i sexe el 2009 era:
| Homes | Edats   | Dones |
| ----- | ------- | ----- |
| 0     | 95 o +  | 0     |
| 0     | 90 a 94 | 0     |
| 0     | 85 a 89 | 0     |
| 0     | 80 a 84 | 0     |
| 8     | 75 a 79 | 8     |
| 0     | 70 a 74 | 8     |
| 4     | 65 a 69 | 0     |
| 4     | 60 a 64 | 4     |
| 12    | 55 a 59 | 0     |
| 12    | 50 a 54 | 8     |
| 8     | 45 a 49 | 20    |
| 0     | 40 a 44 | 0     |
| 16    | 35 a 39 | 8     |
| 0     | 30 a 34 | 8     |
| 4     | 25 a 29 | 8     |
| 4     | 20 a 24 | 8     |
| 0     | 15 a 19 | 12    |
| 4     | 10 a 14 | 8     |
| 4     | 5 a 9   | 4     |
| 4     | 0 a 4   | 8     |

## Economia
El 2007 la població en edat de treballar era de 149 persones, 115 eren actives i 34 eren inactives. De les 115 persones actives 105 estaven ocupades (57 homes i 48 dones) i 10 estaven aturades (5 homes i 5 dones). De les 34 persones inactives 8 estaven jubilades, 8 estaven estudiant i 18 estaven classificades com a «altres inactius».

### Ingressos
El 2009 a Saint-Germain-des-Grois hi havia 85 unitats fiscals que integraven 204 persones, la mediana anual d'ingressos fiscals per persona era de 18.248,5 €.

### Activitats econòmiques
Dels 10 establiments que hi havia el 2007, 5 eren d'empreses de construcció, 3 d'empreses de comerç i reparació d'automòbils, 1 d'una empresa d'informació i comunicació i 1 d'una empresa de serveis.
Dels 5 establiments de servei als particulars que hi havia el 2009, 1 era un paleta, 1 guixaire pintor, 2 lampisteries i 1 electricista.
L'únic establiment comercial que hi havia el 2009 era una floristeria.
L'any 2000 a Saint-Germain-des-Grois hi havia 10 explotacions agrícoles que ocupaven un total de 672 hectàrees.

## Poblacions més properes
El següent diagrama mostra les poblacions més properes.